# Straßenviertel
Ein Straßenviertel (chinesisch 街道辦事處 / 街道办事处, Pinyin jiēdào bànshìchù) ist eine administrative Einheit auf Gemeindeebene in der Volksrepublik China.
Die Gemeindeebene folgt in der administrativen Gliederung der Volksrepublik China unter der Kreisebene (Kreise, Banner, Autonome Kreise, Autonome Banner, kreisfreie Städte, Stadtbezirke, Sondergebiete). Auf dieser Ebene gab es im Jahr 2021 38.556 Einheiten, davon 8.925 Straßenviertel.
Straßenviertel sind die urbane Entsprechung zu den ländlichen Gemeinden und Großgemeinden.